# Antonov A-40
Antonov A-40 Krylya Tanka (ryska: крылья танка, betyder "tankvingar") var ett sovjetiskt försök att låta en stridsvagn glida in på ett slagfält efter att ha bogserats till väders av ett flygplan, för att stödja luftlandsatta styrkor eller partisaner. En prototyp byggdes och testades 1942, men visade sig vara ogenomförbar. Detta fordon kallas ibland A-40T eller KT.

## Konstruktion och utveckling
I stället för lasta lätta stridsvagnar på segelflygplan, som andra nationer hade gjort, hade sovjetiska luftstyrkor spänt fast T-27-vagnarna under tunga bombplan och landat dem på flygfält. På 1930-talet gjordes experimentella arbeten med att fälla tanks med fallskärm eller helt enkelt släppa ner dem i vatten. Under ockupationen av Bessarabien 1940, kan från några få meters höjd TB-3-bombplan ha släppt lätta stridsvagnar, som så länge växellådan var i neutralläge, skulle kunna rulla tills de stannade.
Det största problemet med att släppa fordon från luften är att deras besättningar måste släppas separat, som därigenom kunde fördröjas eller förhindras från att fullgöra sitt uppdrag. Glidflygplan tillåter besättningen att komma fram till släppzonen tillsammans med sina fordon. Det minimerar också exponeringen av de värdefulla bogserflygplanen, som inte behöver synas över slagfältet. Sovjetiska flygvapnet gav därför Oleg Antonov uppdrag att utforma ett segelflygplan för landning av stridsvagnar.
Antonov var dock mer ambitiös och istället för att bygga ett segelflygplan, satte han en löstagbar vagga på en lätt T-60-stridsvagn med stora biplansvingar av trä och tyg och ett tvillingroder. En sådan stridsvagn kunde glida in på slagfältet, släppa sina vingar, och vara redo till strid inom några minuter.
En T-60 omvandlades till ett segelflygplan 1942, avsedd att dras upp av en Petljakov Pe-8 eller ett Tupolev TB-3. Vagnens vikt bantades för luftanvändning genom att ta bort beväpning, ammunition och strålkastare, och medföra en mycket begränsad mängd bränsle. Trots modifieringarna, måste TB-3-bombplanet kämpa hårt med att dra seglaren för att undvika att krascha under dess enda flygning den 2 september 1942, på grund av T-60:s extrema motstånd, även om vagnen rapporterades glida smidigt. A-40 lotsades av den berömde sovjetiska provflygaren av segelflygplan, piloten Sergej Anochin. T-60 landade i ett område nära flygfältet, och efter att ha släppt segelflygplansvingarna och rodren, tog föraren den tillbaka till sin bas. På grund av avsaknaden av ett tillräckligt kraftfullt flygplan för att kunna bogsera den till önskad hastighet av 160 km/t övergavs projektet.
Sovjetunionen fortsatte ändå att utveckla metoder för att effektivt distribuera luftburna fordon. I mitten av 1970-talet kunde luftlandsättas en BMD-1 pansarskyttebandvagn med sin besättning ombord.

## Specifikationer

Antonov A-40.

Data från The Osprey Encyclopedia of Russian Aircraft 1875-1995 
Generella egenskaper
- Besättning: 2 man
- Kapacitet: 1 × T-60
- Längd: 12.06 m
- Spännvidd: 18,00 m
- Vingyta: 85,8 m 2
- Tomvikt: 2,004 kg
- Bruttovikt: 7,804 kg